# 장마루촌의 이발사 (1959년 영화)
"장마루촌의 이발사"는 1959년 공개된 대한민국의 영화이다.

## 배역
- 최무룡
- 조미령
- 김지미
- 추석양